# OFC Champions League 2014-2015
La OFC Champions League 2014-2015, chiamata anche 2015 Fiji Airways OFC Champions League per ragioni di sponsorizzazione, è stata la quattordicesima edizione della massima competizione calcistica per squadre di club dell'Oceania. L'Auckland City era il detentore del trofeo per il quarto anno di fila. La squadra vincente si è qualificata per la Coppa del mondo per club FIFA 2015. Entrambe le finaliste si sono qualificate per la OFC President's Cup 2015, a cui sono state invitate anche due squadre appartenenti all'Asian Football Confederation.
Il trofeo è stato vinto per il quinto anno consecutivo dall'Auckland City, che ha sconfitto il Team Wellington in una finale tutta neozelandese.

## Squadre partecipanti
Alle quattro associazioni con i migliori risultati nella OFC Champions League 2013-2014 (Figi, Nuova Zelanda, Tahiti e Vanuatu) sono assegnati due posti ciascuno, mentre alle altre tre associazioni (Nuova Caledonia, Papua Nuova Guinea, Isole Salomone) è assegnato un posto ciascuno. Le squadre appartenenti alle precedenti associazioni si qualificano direttamente alla fase a gironi. Un ultimo posto è assegnato alla vincente del turno preliminare, a cui partecipano le squadre appartenenti alle quattro associazioni emergenti (Samoa Americane, Isole Cook, Samoa e Tonga).
| Squadra                      | Nazione                    | Qualificazione                                                                                          |
| Ammesse alla fase a gironi   | Ammesse alla fase a gironi | Ammesse alla fase a gironi                                                                              |
| ---------------------------- | -------------------------- | --- |
| Suva                         | Figi                       | Campione della Fiji National Football League 2014                                                       |
| Ba                           | Figi                       | Seconda nella Fiji National Football League 2014                                                        |
| Auckland City                | Nuova Zelanda              | Campione in carica e Campione del New Zealand Football Championship 2013-2014 e della stagione regolare |
| Team Wellington              | Nuova Zelanda              | Seconda nel New Zealand Football Championship 2013-2014                                                 |
| Pirae                        | Polinesia francese         | Campione della Division Fédérale 2013-2014                                                              |
| Tefana                       | Polinesia francese         | Campione della stagione regolare della Division Fédérale 2014-2015                                      |
| Tafea                        | Vanuatu                    | Campione della Vanuatu Premia Divisen 2014                                                              |
| Amicale                      | Vanuatu                    | Seconda nella Vanuatu Premia Divisen 2014                                                               |
| Gaïtcha                      | Nuova Caledonia            | Campione della Division Honneur 2013                                                                    |
| Hekari United                | Papua Nuova Guinea         | Campione della Papua New Guinea National Soccer League 2013-2014                                        |
| Western United               | Isole Salomone             | Vincitrice dell'S-League 2013-2014                                                                      |
| Ammesse al turno preliminare |                            | |
| SKBC                         | Samoa Americane            | Campione della ASFA Soccer League 2013                                                                  |
| Puaikura                     | Isole Cook                 | Campione della Cook Island Round Cup 2013                                                               |
| Lupe ole Soaga               | Samoa                      | Campione della Samoa National League 2012-2013                                                          |
| Lotoha'apai Utd              | Tonga                      | Campione della Tonga Major League 2013                                                                  |

## Fase preliminare
Le quattro squadre si affrontano in un girone all'italiana: la vincente si qualifica alla fase successiva.

### Turno preliminare

#### Classifica
| Squadra            | Pt | PG | V | N | P | GF | GS | DR |
| ------------------ | -- | -- | - | - | - | -- | -- | -- |
| Lupe ole Soaga     | 9  | 3  | 3 | 0 | 0 | 10 | 2  | +8 |
| Puaikura           | 4  | 3  | 1 | 1 | 1 | 4  | 4  | 0  |
| Lotoha'apai United | 3  | 3  | 1 | 0 | 2 | 4  | 3  | +1 |
| SKBC               | 1  | 3  | 0 | 1 | 2 | 2  | 11 | -9 |

#### Risultati
| Arbitro: | Ravitesh Behari |

|               |           |                 |
| Chul Kang 90’ | Marcatori | 45+1’ Pennycook |

| Arbitro: | Robinson Banga |

|  |           |            |
|  | Marcatori | 83’ Gosche |

| Arbitro: | Anio Amos |

|               |           |                                                      |
| Chul Kang 81’ | Marcatori | 4’ (rig.), 79’ (rig.) Uhatahi 32’ Mafi 56’ Maamaatoa |

| Arbitro: | Gerald Oiaka |

|                            |           |                      |
| Malo 8’ 45+4’ Setefano 75’ | Marcatori | 9’ Kelly 10’ Tiputoa |

| Arbitro: | Gerald Oiaka |

|           |           |  |
| Kelly 83’ | Marcatori |  |

| Arbitro: | Robinson Banga |

|                                                     |           |  |
| Malo 21’ 48’ 53’ Toni 77’ Gosche 81’ Setefano 90+4’ | Marcatori |  |

## Fase a gruppi
La fase a gruppi verrà giocata dall'11 al 18 aprile 2015 a Ba e a Suva, nelle Figi. Il sorteggio si è tenuto il 5 dicembre 2014 nel quartier generale dell'OFC ad Auckland, in Nuova Zelanda. Le 12 squadre sono state divise in quattro fasce da tre a seconda dei risultati raggiunti dalle singole associazioni nel corso della precedente edizione. L'unico vincolo è che squadre della stessa associazione non possono essere inserite nello stesso gruppo. In ognuno dei tre gruppi le squadre si sfidano in turno di sola andata. La vincente di ciascun gruppo e la migliore seconda accedono alle semifinali.
| Fascia 1                        | Fascia 2                                | Fascia 3                     | Fascia 4                                                       |
| ------------------------------- | --------------------------------------- | ---------------------------- | -------------------------------------------------------------- |
| - Auckland City - Pirae - Tafea | - Ba - Team Wellington - Western United | - Gaïtcha - Tefana - Amicale | - Suva - Hekari United - Lupe ole Soaga (vincente preliminari) |

### Gruppo A
| Squadra        | Pt | PG | V | N | P | GF | GS | DR |
| -------------- | -- | -- | - | - | - | -- | -- | -- |
| Ba             | 9  | 3  | 3 | 0 | 0 | 8  | 1  | +7 |
| Gaïtcha        | 6  | 3  | 2 | 0 | 1 | 13 | 6  | +7 |
| Pirae          | 1  | 3  | 0 | 1 | 2 | 5  | 10 | -5 |
| Lupe ole Soaga | 1  | 3  | 0 | 1 | 2 | 5  | 14 | -9 |

| Arbitro: | Robinson Banga |

|                                 |           |                                |
| Warren 2’ Tavanae 16’ Tehau 23’ | Marcatori | 8’ Gannon 58’ Ataga 69’ Gosche |

| Arbitro: | Nicholas Waldron |

|                              |           |  |
| Zahid 21’ Tiwa 33’ Waran 88’ | Marcatori |  |

La partita tra Lupe ole Soaga e Ba è stata ritardata di 30 minuti a causa delle piogge torrenziali.
| Arbitro: | Albert Maru |

|          |           |                  |
| Malo 37’ | Marcatori | 32’ 46’ 53’ Waqa |

| Arbitro: | Robinson Banga |

|                                                   |           |                          |
| Wakanumune 24’ Wajoka 37’ 66’ Drawilo 43’ Kai 85’ | Marcatori | 49’ Vaki 88’ Tinirauarii |

| Arbitro: | Nicholas Waldron |

|                                                                                        |           |         |
| Pawawi 8’ Wajoka 9’ Kai 45+2’ (rig.) 79’ (rig.) Toto 49’ Sansot 51’ Ouka 52’ Kaqea 88’ | Marcatori | 5’ Toni |

| Arbitro: | Robinson Banga |

|  |           |              |
|  | Marcatori | 15’ 55’ Waqa |

### Gruppo B
| Squadra        | Pt | PG | V | N | P | GF | GS | DR |
| -------------- | -- | -- | - | - | - | -- | -- | -- |
| Auckland City  | 9  | 3  | 3 | 0 | 0 | 9  | 0  | +9 |
| Amicale        | 6  | 3  | 2 | 0 | 1 | 4  | 5  | -1 |
| Suva           | 3  | 3  | 1 | 0 | 2 | 5  | 7  | -2 |
| Western United | 0  | 3  | 0 | 0 | 3 | 1  | 7  | -6 |

| Arbitro: | Norbert Hauata |

|                                            |           |  |
| Browne 12’ (rig.) Burfoot 64’ McGeorge 86’ | Marcatori |  |

| Arbitro: | Salesh Chand |

|  |           |             |
|  | Marcatori | 49’ Magnoni |

| Arbitro: | Ravitesh Behari |

|                         |           |  |
| White 68’ 87’ Souto 73’ | Marcatori |  |

| Arbitro: | George Time |

|                                       |           |                           |
| Vakatalesau 16’ 47’ Masauvakalo 90+1’ | Marcatori | 36’ Chand 69’ Navunigasau |

| Arbitro: | Ichikawa Polovili |

|                              |           |          |
| Medina 36’ Aman 42’ Rabo 85’ | Marcatori | 54’ Nawo |

| Arbitro: | Norbert Hauata |

|  |           |                    |
|  | Marcatori | 3’ 56’ 64’ Moreira |

### Gruppo C
| Squadra         | Pt | PG | V | N | P | GF | GS | DR |
| --------------- | -- | -- | - | - | - | -- | -- | -- |
| Team Wellington | 9  | 3  | 3 | 0 | 0 | 7  | 3  | +4 |
| Hekari United   | 6  | 3  | 2 | 0 | 1 | 6  | 6  | 0  |
| Tafea           | 1  | 3  | 0 | 1 | 2 | 5  | 7  | -2 |
| Tefana          | 1  | 3  | 0 | 1 | 2 | 4  | 6  | -2 |

| Arbitro: | George Time |

|                 |           |                                 |
| Kaltack 61’ 90’ | Marcatori | 1’ Ifunaoa 11’ Semmy 54’ Maemae |

| Arbitro: | Nelson Sogo |

|                        |           |                     |
| Corrales 36’ Smith 67’ | Marcatori | 44’ (aut.) O'Keeffe |

| Arbitro: | Norbert Hauata |

|  |           |                          |
|  | Marcatori | 22’ Corrales 45+1’ Smith |

| Arbitro: | Salesh Chand |

|                  |           |             |
| Tchen 85’ (rig.) | Marcatori | 36’ Kaltack |

| Arbitro: | Ravitesh Behari |

|                              |           |                                     |
| Tchen 35’ (rig.) Tinorua 49’ | Marcatori | 13’ Ifunaoa 45+3’ Aengari 58’ Semmy |

| Arbitro: | Norbert Hauata |

|                          |           |                                     |
| Kaltack 28’ Nicholls 56’ | Marcatori | 19’ Robertson 53’ Smith 82’ Gwyther |

### Raffronto tra le seconde classificate
Il Gaïtcha si è qualificato alle semifinali come migliore seconda.
| Squadra       | P.ti | G | V | N | P | GF | GS | DR |
| ------------- | ---- | - | - | - | - | -- | -- | -- |
| Gaïtcha       | 6    | 3 | 2 | 0 | 1 | 13 | 6  | +7 |
| Hekari United | 6    | 3 | 2 | 0 | 1 | 6  | 6  | 0  |
| Amicale       | 6    | 3 | 2 | 0 | 1 | 4  | 5  | -1 |

## Semifinali
| Squadra 1 | Risultato | Squadra 2       |
| --------- | --------- | --------------- |
| Gaïtcha   | 0 – 1     | Auckland City   |
| Ba        | 0 – 2     | Team Wellington |

| Arbitro: | Ravitesh Behari |

|  |           |              |
|  | Marcatori | 73’ Dordevic |

| Arbitro: | Norbert Hauata |

|  |           |                 |
|  | Marcatori | 11’ 16’ Gwyther |

## Finale
| Squadra 1     | Risultato       | Squadra 2       |
| ------------- | --------------- | --------------- |
| Auckland City | 1 – 1 (4-3 dcr) | Team Wellington |

| Arbitro: | Norbert Hauata |

|                                       |                      |                                         |
| Moreira 15’                           | Marcatori            | 79’ Hogg                                |
| Dordevic Berlanga McGeorge Browne Kim | Tiri di rigore 4 – 3 | Feneridis Corrales Peverley Gulley Hogg |

## Classifica marcatori

### Fase preliminare
| Gol |  |  | Giocatore       | Squadra            |
| --- |  |  | --------------- | ------------------ |
| 5   |  |  | Silao Malo      | Lupe ole Soaga     |
| 2   |  |  | Luki Gosche     | Lupe ole Soaga     |
| 2   |  |  | Kang Gun-chul   | SKBC               |
| 2   |  |  | Stuart Kelly    | Puaikura           |
| 2   |  |  | Andrew Setefano | Lupe ole Soaga     |
| 2   |  |  | Mark Uhatahi    | Lotoha'apai United |

### Fase a gruppi e fase ad eliminazione diretta
| Gol |  |  | Giocatore          | Squadra         |
| --- |  |  | ------------------ | --------------- |
| 5   |  |  | Saula Waqa         | Ba              |
| 4   |  |  | Jean Kaltack       | Tafea           |
| 4   |  |  | João Moreira       | Auckland City   |
| 3   |  |  | Michael Gwyther    | Team Wellington |
| 3   |  |  | Bertrand Kaï       | Gaïtcha         |
| 3   |  |  | Jarrod Smith       | Team Wellington |
| 3   |  |  | Jean Christ Wajoka | Gaïtcha         |
| 2   |  |  | Dennis Ifunaoa     | Hekari United   |
| 2   |  |  | Tommy Semmy        | Hekari United   |
| 2   |  |  | Angelo Tchen       | Tefana          |
| 2   |  |  | Osea Vakatalesau   | Amicale         |
| 2   |  |  | Darren White       | Auckland City   |

## Premi individuali

### Fase preliminare[7]
| Premio                           | Giocatore     | Squadra            |
| -------------------------------- | ------------- | ------------------ |
| Golden Ball (Miglior giocatore)  | Silao Malo    | Lupe ole Soaga     |
| Golden Gloves (Miglior portiere) | Sione Faupula | Lotoha'apai United |
| Golden Boot (Capocannoniere)     | Silao Malo    | Lupe ole Soaga     |
| Fair Play Award                  | -             | Puaikura           |

### Fase a gruppi e fase ad eliminazione diretta[8]
| Premio                           | Giocatore       | Squadra       |
| -------------------------------- | --------------- | ------------- |
| Golden Ball (Miglior giocatore)  | Ivan Vicelich   | Auckland City |
| Golden Gloves (Miglior portiere) | Tamati Williams | Auckland City |
| Golden Boot (Capocannoniere)     | Saula Waqa      | Ba            |
| Fair Play Award                  | -               | Suva          |